# Habranthus irwinianus
Habranthus irwinianus là một loài thực vật có hoa trong họ Amaryllidaceae. Loài này được Ravenna mô tả khoa học đầu tiên năm 1970.